# Kastanozem
Der Kastanozem (von lat.: castanea = Kastanie, bzw. russ.: Каштан = Kastanie und semlja = Boden) ist eine Referenzbodengruppe der internationalen Bodenklassifikation World Reference Base for Soil Resources (WRB), der in die Gruppe der Humusakkumulationsböden gehört. Er ist der zonale Boden der semiariden Kurzgrassteppen.

## Vorkommen
Kastanozeme finden sich vor allem in den Trockenen Mittelbreiten in den Gebieten der Kurzgrassteppen
- Nordhalbkugel: Eurasische Steppe (südliche Ukraine, Südrussland, Kasachstan und Mongolei), Great Plains (Kanada, zentrale USA, Nordmexiko)
- Südhalbkugel: Grasländer der Pampa und Trockenwälder des Gran Chaco (Paraguay, Nordargentinien und Südbolivien).

## Haupteigenschaften

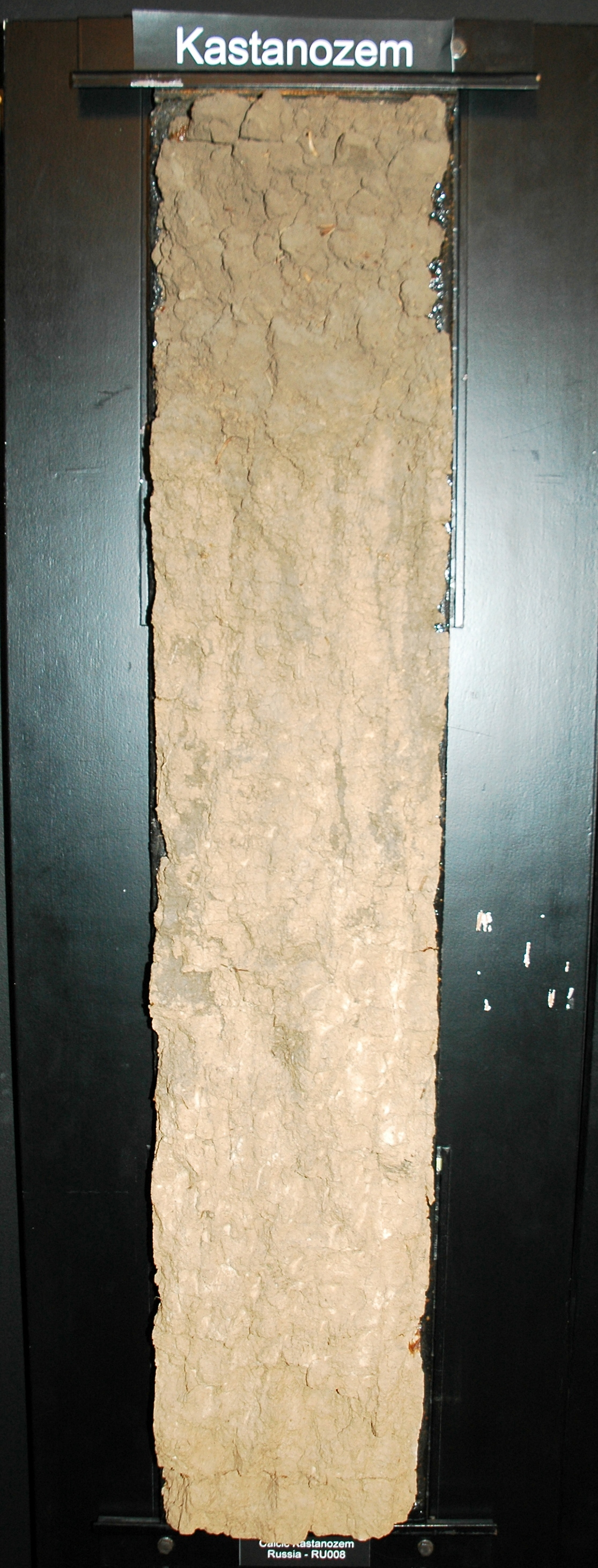
Bodenprofil eines Calcic Kastanozem

Namensgebend ist die kastanienbraune Farbe, die aus hohen Humusgehalten resultiert. Der Humus wird durch Bodenwühler tiefgründig eingearbeitet (Bioturbation). Der dunkle, humusreiche mineralische Oberbodenhorizont heißt in der WRB mollic horizon. Darüber hinaus enthalten Kastanozeme sekundäre Kalkanreicherungen, teilweise schon im Oberboden. Eine Auswaschung von Basenkationen ist wegen der geringen Niederschläge nur unbedeutend. Kastanozeme haben ein reiches Bodenleben, günstige pH-Werte sowie hohe Nährstoffgehalte.

## Nutzung
Kastanozeme sind im Grunde sehr fruchtbare Standorte. Wegen der geringen und unregelmäßigen Niederschläge stehen unbewässerte Flächen aber stetig unter Dürregefahr. In weiten Gebieten dominiert daher die Weidewirtschaft.
Genutzte Standorte sind anfällig für Bodenerosion und Überweidung. Bei Bewässerung besteht eine große Gefahr der Versalzung. Brände sind in den Steppen keine Seltenheit. Sie führen zur Anreicherung von pyrogenem Kohlenstoff.

## Ähnliche Bodentypen
Nah verwandt ist der Chernozem, der zonale Boden der feuchteren und kühleren Langgrassteppe. Durch die bessere Wasserversorgung sind Chernozeme aber humoser und dunkler (bis tiefschwarz). Auf Grund der härteren Winter sind sie auch intensiver durchwühlt als der Kastanozem und damit tiefgründiger humos. Sie haben daher einen chernic horizon, der als stärker ausgebildete Variante des mollic horizon zu verstehen ist.
Ebenfalls ähnlich ist der WRB-Bodentyp Phaeozem, der im relativ feuchten Übergangsbereich zwischen Wald und Steppe vorkommt.
Nach der Deutschen Bodensystematik gehören die meisten Kastanozeme mit mächtigen Axh-Horizonten zu den Typen Kalktschernosem und Tschernosem in der Klasse der Schwarzerden, mit geringer mächtigen A-Horizonten zu verschiedenen anderen Typen, z. B. zur Pararendzina.